# Kharagandí
Kharagandí (kazakh: Қарағанды, Kharagandí; rus: Караганда́, Karagandà), és la capital de la província de Kharagandí al Kazakhstan. És la quarta ciutat més poblada del Kazakhstan, per darrere d'Almati, Astanà i Ximkent, i té una població de 446.200 (a partir de l'1 de gener de 2006).

## Població
A la dècada de 1940 fins al 70% dels habitants de la ciutat eren d'origen alemany. La majoria dels alemanys ètnics són descendents d'alemanys del Volga soviètics que van anar col·lectivament deportats a Sibèria i el Kazakhstan per ordre de Stalin, quan l'Alemanya nazi i l'URSS van envair Polònia a la Segona Guerra Mundial. Fins a la dècada de 1950, molts estrangers van ser internats en camps de treball sovint solament a causa de la seva herència. La població de Kharagandí es va reduir en un 14% de 1989-1999. Cent mil persones van emigrar a Alemanya.

## Història
El nom «Kharagandí» deriva de l'arbust "caragana" (Caragana arborescens), que és abundant a la zona. Kharagandí és una ciutat industrial, construïda prop d'una explotació de les mines de carbó mitjançant el treball esclau dels presoners dels camps de treball. Encara avui dia L'extracció de carbó segueix sent una activitat important a la regió. Al començament de la dècada de 1990, fou breument considerada com a candidata per a esdevenir capital de la (llavors) recentment independent República del Kazakhstan, però la seva oferta va ser rebutjada en favor d'Astanà.

## Clima
Kharagandí té un clima humit continental (classificació climàtica de Köppen: Dfb) amb estius càlids i hiverns molt freds. Les precipitacions són moderadament baixes durant tot l'any, encara que una mica més freqüents entre maig i juliol. La neu és habitual durant tot l'hivern. La temperatura més baixa registrada a Kharagandí fou de -42.9 °C, l'any 1938, i la màxima de 40.2 °C l'any 2002.

## Personalitats
- És el lloc de naixement del difunt president txetxè Aslan Maskhàdov la família del qual fou deportada allí per ordre de Stalin l'any 1944.
- És també la ciutat natal de l'heroi kazakh de la Segona Guerra Mundial Nurkén Abdírov. Una estàtua en honor d'Abdírov està situada al centre de la ciutat.
- Guennadi Golovkin: Campió mundial de boxa.